# Алексеев, Владимир Геннадиевич
Владимир Геннадиевич Алексеев (род. 16 октября 1953, Харьков) — украинский политик и общественный деятель.
Кандидат технических наук. Депутат двух созывов Верховной Рады Украины и двух созывов Харьковского областного совета. Был членом партии Гражданский Конгресс

## Биография
С 1971 по 1976 год — студент Харьковского института инженеров транспорта.
С августа по октябрь 1976 года — научный сотрудник Харьковского института инженеров транспорта.
1976-1977 гг. — служба в Вооруженных силах.
С декабря 1977 по май 1994 — научный сотрудник, преподаватель Харьковского института инженеров транспорта. Активный деятель создания партии Гражданский Конгресс, один из лидеров ее Харьковской региональной организации, был избран от ГКУ в Верховну Раду. 
С 1994 по 1998 — Народный депутат Украины 2-го созыва,  заместитель Председателя Комитета законодательного обеспечения свободы слова и средств массовой информации.
С 1998 по 2002 — Народный депутат Украины 3-го созыва, заместитель Председателя Комитета по вопросам свободы слова и информации.
В обеих созывах Верховной Рады Украины представлял мажоритарный округ в Харькове.
Как депутат Верховной Рады был автором ряда законодательных инициатив в области защиты прав человека, обеспечения права на информацию, решения культурно-языковых проблем Украины на основе апробированных европейских подходов. Был одним из инициаторов ратификации Европейской хартии региональных языков или языков меньшинств, вследствие чего русский и 12 других языков получили статус региональных. В 1996-2001 годах представлял Украину в работе Постоянного Комитета Совета Европы по вопросам Европейской Конвенции по трансграничному телевидению.  Автор нескольких законодательных инициатив, внесенных в Конституцию Украины.
26 марта 2006 избран депутатом Харьковского областного совета V созыва.
С июня 2006 года — председатель Временной контрольной комиссии областного совета по вопросам содействия применению норм европейского законодательства. Один из соавторов Решения областного совета о реализации конституционных гарантий о свободном развитии и использовании русского языка в регионе на основе Закона Украины о ратификации Европейской Хартии региональных языков или языков меньшинств.
в 2010 году вновь переизбран депутатом Харьковского областного совета. В VI созыве Харьковского областного совета был членом Комиссии по вопросам развития местного самоуправления, административно-территориального устройства, регламента, этики и депутатской деятельности.
С 2007 года сотрудничает в качестве эксперта с Организацией по безопасности и сотрудничеству в Европе (ОБСЕ).
Автор книги "Бегом от Европы? Кто и как противодействует в Украине реализации Европейской хартии региональных языков или языков меньшинств" , в которой на основе многочисленных достоверных и в большинстве своем неизвестных фактов показал системные действия сторонников украинского этнического национализма по препятствованию имплементации на Украине европейских правовых норм по защите прав человека и поддержке национальных меньшинств.
Имеет Первый ранг государственного служащего. В 2010-2011 годах - Заместитель Председателя Государственного комитета Украины по делам национальностей и религий.
Награждён орденом Украинской православной церкви «Рождество Христово», памятным нагрудным знаком «За мужество и любовь к Отечеству» Международного общественного фонда им. Г. К. Жукова, почетным нагрудным знаком Союза Чернобыль Украины «За гуманизм», почетным знаком Харьковского областного совета "Слобожанская слава".
Общественная работа: с 1997 г. по 2004 г. — Президент, член Президиума Всеукраинской ассоциации операторов кабельного телевидения и телеинформационных сетей, в 1995 - 2005 гг. —  член Правления Фонда поддержки русской культуры на Украине. В 2006-2014 годах - член Партии регионов.
В 2014 году осудил неконституционную смену власти на Украине, предсказав как ее следствие нарастание гражданского противостояния и раскол страны.
С 2015 года прекратил активную общественно-политическую деятельность, отдавая приоритет сотрудничеству с международными организациями.